# Parroquia Leonardo Ruiz Pineda
La parroquia Leonardo Ruiz Pineda o simplemente Leonardo Ruiz Pineda es una de las 8 divisiones administrativas (parroquias civiles) en las que se encuentra organizado el Municipio Tucupita del Estado Delta Amacuro, al este del país sudamericano de Venezuela.

## Historia
El territorio fue explorado y colonizado por los españoles y formó parte de la Capitanía General de Venezuela desde 1777. En la Venezuela independiente formó parte del Cantón Piacoa entre 1830 y 1856. Entre 1884 y 1991 formó parte del Territorio Federal Delta Amacuro siendo también parte del Distrito Tucupita  y desde 1992 el sector es una de las parroquias del Estado Delta Amacuro. El territorio debe su nombre al político y abogado Venezolano Leonardo Ruiz Pineda quien se destacó en la resistencia contra la Dictadura del General Marcos Pérez Jiménez y quien falleciera debido a esto el 21 de octubre de 1952.

## Geografía
La parroquia posee una superficie estimada en 17.170 hectáreas (o 171,7 kilómetros cuadrados) tiene una forma alargada y estrecha  y limita al norte y la oeste con la parroquia José Vidal Marcano, al este con esta última parroquia y la parroquia Monseñor Argimiro García, al sur de nuevo con esta última parroquia, y al suroeste con la Parroquia San José de Tucupita. No tiene un acceso directo al mar. Posee una población de 24.900 habitantes según estimaciones de 2018. Su capital es la localidad de Leonardo Ruiz Pineda.

### Lugares de interés
- Leonardo Ruiz Pineda
- Los Cedros
- Loma Linda
- Barrio Libertad
- El Torno
- Santa Cruz